# Lampa pamięciowa
Lampa pamięciowa – rodzaj przetwornika elektronooptycznego służącego do przechowywania przez dłuższy czas (godziny, dni, a nawet tygodnie) informacji doprowadzanych do niej  w formie sygnałów elektrycznych  oraz do odtwarzania tych informacji po upływie określonego czasu. Jako cechę charakterystyczną tych lamp wyróżnić należy tarczę pamięciową, na której jest utrwalana informacja w postaci układu ładunków elektrycznych o określonym rozkładzie powierzchniowym. Lampy pamięciowe można podzielić na obrazowe, w których informacja jest odczytywana  w formie obrazu optycznego (wyświetlana na ekranie), oraz sygnałowe – odczyt w nich następuje w formie sygnału elektrycznego (np. grafechon, radechon).